# Дапър Дан
Дапър Дан (на английски: Dapper Dan) е американски моден дизайнер.
Роден е на 8 август 1944 година в Харлем, Ню Йорк, в афроамериканско семейство на държавен служител. След различни опити да започне търговия с облекло, през 1982 година открива свой магазин в Ню Йорк и през следващите години придобива известност, успоредно с възхода на хип-хоп модата. През 1992 година затваря бизнеса си след разследване за злоупотреба с чужди търговски марки. От 2017 година отново работи успешно с подкрепата на марката „Гучи“.